# Гватемала на Светском првенству у атлетици на отвореном 2017.
Гватемала је учествовала на 16. Светском првенству у атлетици на отвореном 2017. одржаном у Лондону од 4. до 13. августа шеснаести пут, односно учествовала је на свим првенствима до данас. Репрезентацију Гватемале представљало је седам такмичара (6 мушкараца и 1 жене) који су се такмичили у три дисциплине (2 мушке и 1 женска).,
На овом првенству такмичари Гватемале нису освојили ниједну медаљу али остварили два најбоља лична резултата.

## Учесници
| Мушкарци: - Хосе Амадо Гарсија — Маратон - Хуан Карлос Трухиљо — Маратон - Луис Карлос Риверо — Маратон - Ерик Барондо — 20 км ходање - Хосе Алехандро Барондо — 20 км ходање - Хосе Марија Рајмундо — 20 км ходање | Жене: - Мирна Ортиз — 20 км ходање |

## Резултати

### Мушкарци
| Атлетичар              | Дисциплина   | Лични рекорд | Квалификације | Квалификације | Финале   | Финале        | Детаљи |
| Атлетичар              | Дисциплина   | Лични рекорд | Резултат      | Место         | Резултат | Место         | Детаљи |
| ---------------------- | ------------ | ------------ | ------------- | ------------- | -------- | ------------- | ------ |
| Хосе Амадо Гарсија     | маратон      | 2:13:53      |               |               | 2:25:03  | 58 / 70 (100) |        |
| Хуан Карлос Трухиљо    | маратон      | 2:14:21      | 2:33:42 ЛРС   | 68 / 71 (100) |          |               |        |
| Луис Карлос Риверо     | маратон      | 2:16:31      | 2:41:39       | 69 / 71 (100) |          |               |        |
| Ерик Барондо           | 20 км ходање | 1:18:25      | 1:21:34 ЛРС   | 21 / 58 (64)  |          |               |        |
| Хосе Алехандро Барондо | 20 км ходање | 1:23:30      | 1:23:47       | 40 / 58 (64)  |          |               |        |
| Хосе Мариа Рајмундо    | 20 км ходање | 1:22:42      | 1:27:09       | 52 / 58 (64)  |          |               |        |

### Жене
| Атлетичарка | Дисциплина   | Лични рекорд | Квалификације | Квалификације | Финале   | Финале       | Детаљи |
| Атлетичарка | Дисциплина   | Лични рекорд | Резултат      | Место         | Резултат | Место        | Детаљи |
| ----------- | ------------ | ------------ | ------------- | ------------- | -------- | ------------ | ------ |
| Мирна Ортиз | 20 км ходање | 1:28:31 НР   |               |               | 1:39:23  | 39 / 42 (50) |        |